# Leonardo Véliz
Leonardo Iván Véliz Díaz (Valparaíso, 3 settembre 1945) è un allenatore di calcio ed ex calciatore cileno, di ruolo attaccante.

## Carriera
In carriera vinse per quattro volte il campionato cileno (1972, 1975, 1977, 1979, 1981).